# 申泂植
申 泂植（シン・ヒョンシク、朝鮮語: 신형식、1926年10月9日 - 1991年12月8日）は、大韓民国の教員、政治家。第6・8・9・10代韓国国会議員。第12代建設部長官。本貫は高霊申氏。
元国会議員、国政広報処長の申仲植は14歳年下の弟。

## 経歴
日本統治時代の全羅南道の高興郡に生まれた。ソウル大学校文理科大学政治学科卒業。その後は高興農業高等学校（現・高興産業科学高等学校）、啓星女子中高校で教員を務めた。
1963年の第6代総選挙で初当選し、国会議員を計4期務めた。1976年12月4日から1978年12月22日までに第12代建設部長官を務めた。他に第1無任所長官、アジア国会議員連合第1・2回総会韓国代表、列国議会同盟総会韓国代表、民主共和党党議長補佐役・全南第9地区党委員長・広報担当・党務委員、国会財務委員長、朴正煕暗殺事件以後の民主共和党事務総長、国定教科書株式会社社長を務めた。1980年に政治活動の禁止措置に縛られており、1984年2月25日に解禁された。その後は韓国国民党に入党し、同党の高興・宝城地区党組織責任者に任命された。1985年に政界を引退し、ヘテグループの常任顧問に就任した。
1991年12月8日、肝癌により66歳で死去した。